# Albert Laberge
 (novembre 2017).
Si vous disposez d'ouvrages ou d'articles de référence ou si vous connaissez des sites web de qualité traitant du thème abordé ici, merci de compléter l'article en donnant les références utiles à sa vérifiabilité et en les liant à la section « Notes et références ».
Albert Laberge (pseudonyme : Adrien Clamer), né le 18 février 1871 à Beauharnois et mort le 4 avril 1960 à Montréal, est un écrivain québécois. Journaliste sportif au quotidien montréalais La Presse et membre de l'École littéraire de Montréal, Albert Laberge doit l'essentiel de sa réputation à son roman La Scouine, publié en 1918 et dans lequel il livre une description âpre et parfois brutale de la vie paysanne. Pour cette raison, le livre fut l'objet de virulentes attaques lors de sa publication.

## Biographie
Albert Laberge nait à Beauharnois, dans une famille de cultivateurs. Son père est Pierre Laberge et sa mère Joséphine Boursier. Il est le frère d'Alfred, de Marie-Louise, de Clémentine, de Raoul, de Joseph, d'Arthur, d'Anna et d'Agnès.
Il étudie à l'école Saint-Clément à Beauharnois puis au Collège Sainte-Marie de Montréal, tenu par les Jésuites. Il est renvoyé de Sainte-Marie  en 1892 pour avoir lu des auteurs interdits. Laberge suit ensuite des cours du soir en droit à l'Institut Leblond de Brumath. Il travaille par la suite dans un cabinet d'avocats (Maréchal et Mackay,1892-1896) et publie ses premiers récits dans Le Samedi, 1895, avant de devenir, en 1896, chroniqueur sportif pour le quotidien montréalais La Presse, poste qu'il occupera jusqu'en 1932.
En 1909, il devient membre de l'École littéraire de Montréal et se lie d'amitié notamment avec  Émile Nelligan et Charles Gill. Il sera reconnu pour accueillir chez lui, à Montréal comme à Châteauguay, des écrivains, des peintres et des sculpteurs: Jules Fournier, Charles Gill, Alonzo Cinq-Mars, Alfred Laliberté, Oswald Mayrand, Maurice LeBel, Louvigny de Montigny, Elmer Ferguson. Le 7 mars 1910, il se marie à Églantine Aubé (veuve Desjardins), qui a déjà trois garçons et une fille issus d'un précédent mariage. Le couple aura un fils, Pierre Laberge.
En 1918, Laberge publie son premier et unique roman, La Scouine, dont la rédaction s'est échelonnée sur une quinzaine d'années. Dans son roman, il prétend « évoquer les “origines premières du langage” ». C'est ce livre qui lui mérite une place dans la littérature québécoise : influencé par Guy de Maupassant, Laberge est le premier écrivain canadien-français à faire du réalisme.
La Scouine n'est pas tant un roman qu'une suite de récits illustrant la vie de la paysannerie. L'œuvre est qualifiée d'« antiterroir » parce qu'elle représente les laborieux paysans comme des êtres ignares et méprisables, responsables de leur propre ruine. Cette représentation de la nature est opposée à celle de Félicité Angers et de Louis Hémon, qui vantent les mérites de la campagne dans le genre agriculturiste.
La Scouine vaut à Laberge une critique sévère de la part de Camille Roy (qui le qualifie de « père de la pornographie au Canada ») et de Mgr Paul Bruchési, qui sont alors les censeurs des lettres de l'époque. L'édition canadienne étant alors peu développée, tous ses ouvrages sont signés de sa main.

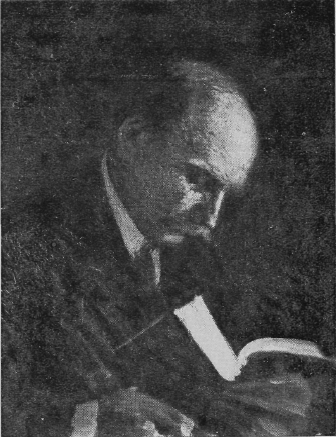
Illustration issue de La scouine, 1918, p. 14

Après avoir quitté La Presse, Laberge voyage et continue à publier discrètement dans le genre réaliste jusqu'à la fin de sa vie, alors que les autres auteurs de sa génération passent à un style plus personnel. Toutefois, Philippe Panneton lui succède dans l'anti-terroir avec son roman Trente arpents. Laberge, de son côté, fait paraitre des volumes de contes, de nouvelles ou des critiques littéraires.
Au cours des années 1950, alors que son œuvre est passée dans l'oubli, Laberge est redécouvert par le journaliste et écrivain Gilles Marcotte. Laberge meurt en 1960 alors que la critique littéraire de la Révolution tranquille s'apprête à faire de lui un des meilleurs romanciers canadiens. Gérard Bessette publie son anthologie en 1963.
L'Université d'Ottawa a un fonds Albert-Laberge. En 1988 sort un film sur la vie de Albert Laberge. Lamento pour un homme de lettres est réalisé par Pierre Jutras et le rôle de Laberge est interprété par Gilbert Sicotte.
Le fonds d'archives d'Albert Laberge est conservé au centre d'archives de Montréal de Bibliothèque et Archives nationales du Québec.

## Œuvres

### Roman
- La Scouine (1918)

### Recueils de nouvelles
- Visages de la vie et de la mort (1936);
- Scènes de chaque jour (1942);
- La Fin du voyage (1942);
- Le Destin des hommes (1950);
- Fin de roman (1951);
- Images de la vie (1952);
- Le Dernier Souper (1953).

### Prose poétique
- Quand chantait la cigale (1936);
- Hymnes à la terre (1954).

### Autres ouvrages
- Peintres et écrivains d'hier et d'aujourd'hui (1938);
- Journalistes, écrivains, artistes (1945);
- Charles DeBelle, peintre-poète (1949);
- Propos sur nos écrivains (1954).